# 唐纳德·科恩
唐纳德·科恩（Donald Kohn，1942年11月7日—）是美国联邦储备系统理事會的理事。2002年8月5日他成為理事，任期將至2016年1月31日。2006年6月23日他成為美国联邦储备系统副主席，任期至2010年6月23日。
1964年在Wooster書院取得文學士學位，1971年在密西根大學取得經濟學博士。1970至75年他在堪薩斯城美國聯邦儲備系統銀行工作，展開金融經濟學家的生涯。

## 荣誉

### 外国勋章奖章
- 大英帝国司令勋章（英国，2016年颁发[1]）

## 外部連結
- 他在聯邦儲備理事會的網頁（页面存档备份，存于）
- 關於科恩很有可能成為聯邦儲備局局長的報道（页面存档备份，存于）